# Vendetta (Album)
Vendetta ist der zweite Sampler des Musiklabels ersguterjunge. Er wurde am 1. Dezember 2006 als Standard- sowie Limited-Edition veröffentlicht und enthält Beiträge des Labelchefs Bushido sowie der damals beim Label unter Vertrag stehenden Künstler Saad, Chakuza, Eko Fresh, D-Bo, Bizzy Montana, Nyze und DJ Stickle. Außerdem ist der Rapper Summer Cem, der bei German Dream unter Vertrag stand, auf dem Sampler vertreten. Aufgrund von der französischen Band Dark Sanctuary beanstandeter Urheberrechtsverletzungen darf der Sampler seit 2010 per Gerichtsurteil nicht mehr vertrieben werden. Eine digitale Wiederveröffentlichung ohne die urheberrechtlich verletzten Titel erfolgte im Jahr 2012.

## Produktion
Der Sampler wurde zum Großteil von dem Produzenten-Duo Beatlefield, bestehend aus Chakuza und DJ Stickle, produziert. Außerdem stammen einzelne Instrumentals von Bizzy Montana, D-Bo, Decay und Bushido selbst.

## Covergestaltung
| Professionelle Bewertungen | Professionelle Bewertungen |
| -------------------------- | -------------------------- |
| Kritiken                   |                            |
| Quelle                     | Bewertung                  |
| rap.de                     | [ 1 ]                      |

Das Cover der Standard-Edition zeigt eine Nahaufnahme roter Rosenblütenblätter, die auf dem Boden verstreut sind. Im unteren Teil des Bildes stehen die Schriftzüge Bushido präsentiert, Vendetta und Ersguterjunge Sampler Vol. 2 in weiß. Das Cover der Limited-Edition ziert eine rote Rosenblüte auf weißem Hintergrund. Am oberen Bildrand befindet sich der Schriftzug Bushido präsentiert und im unteren Teil steht Vendetta – Ersguterjunge Sampler Vol. 2 in Rot.

## Titelliste
| #  | Titel                    | Künstler                    | Produzent   | Länge |
| -- | ------------------------ | --------------------------- | ----------- | ----- |
| 1  | Intro                    | Bushido                     | Beatlefield | 2:09  |
| 2  | Vendetta                 | Bushido, Chakuza, Eko Fresh | Beatlefield | 4:09  |
| 3  | Centercourt              | Saad                        | Decay       | 3:22  |
| 4  | Bist du bereit?          | Bizzy Montana, D-Bo         | D-Bo        | 3:23  |
| 5  | Spotlight                | Nyze                        | Bushido     | 3:31  |
| 6  | Ich pack dich am Schopf  | Summer Cem, Bushido         | Bushido     | 3:05  |
| 7  | V wie Vendetta           | Chakuza                     | Beatlefield | 2:55  |
| 8  | Der Pate                 | Saad, Nyze                  | Bushido     | 3:08  |
| 9  | Träne aus Blut           | Bizzy Montana, Bushido      | Bushido     | 3:42  |
| 10 | Was sein muss, muss sein | Eko Fresh                   | Beatlefield | 3:53  |
| 11 | Fliegen                  | Chakuza, Bizzy Montana      | Beatlefield | 4:40  |
| 12 | Schicht im Schacht       | Summer Cem                  | Beatlefield | 3:32  |
| 13 | Hustle & Flow            | Bizzy Montana               | Beatlefield | 3:12  |
| 14 | Korrekt                  | Nyze, Bushido, Saad         | Bushido     | 3:33  |
| 15 | Was ist das?             | D-Bo                        | Beatlefield | 3:03  |
| 16 | Was soll das sein?       | Nyze, Chakuza               | Beatlefield | 3:08  |
| 17 | Eine Nummer für sich     | Bushido                     | Bushido     | 3:33  |
| 18 | Outro                    | DJ Stickle                  | Beatlefield | 1:48  |

Bonussongs der Limited-Edition:
| # | Titel                      | Künstler                    | Produzent     | Länge |
| - | -------------------------- | --------------------------- | ------------- | ----- |
| 1 | Blut, Herz, Ehre & Stolz   | Nyze, D-Bo                  | Bizzy Montana | 4:02  |
| 2 | Der Bruchteil einer Minute | Bushido, Chakuza, Eko Fresh | Beatlefield   | 4:06  |
| 3 | Nichts wert                | Nyze                        | Decay         | 3:38  |
| 4 | Ich flieg über Rap         | D-Bo                        | D-Bo          | 4:06  |

+ Video zum Titelsong Vendetta und Tourfilm: Deutschland, gib mir ein Mic!

## Chartplatzierungen und Singles
Vendetta stieg in der 51. Kalenderwoche des Jahres 2006 auf Platz 7 in die deutschen Albumcharts ein und konnte sich 15 Wochen in den Top 100 halten.
Der Titelsong Vendetta wurde vorab als Single ausgekoppelt, stieg auf Rang 32 in die deutschen Charts ein und hielt sich neun Wochen in den Top 100. In Österreich erreichte das Lied Position 53 und verließ die Charts nach sieben Wochen.

## Verkaufszahlen und Auszeichnungen
Die Verkaufszahlen der Kompilation belaufen sich auf etwa 105.000 Einheiten. Für mehr als 100.000 verkaufte Exemplare wurde der Tonträger 2007 in Deutschland mit einer Goldenen Schallplatte ausgezeichnet.

## Urheberrechtsverletzungen
Die französische Band Dark Sanctuary beanstandete 2008, Bushido habe sich sowohl auf seinem Album Von der Skyline zum Bordstein zurück als auch auf Vendetta in mehreren Fällen ihres Liedgutes bedient. Anfang 2010 urteilte ein Gericht, dass mehrere Alben, unter anderem Vendetta, vom Markt genommen werden müssen.